# Saint Bernard (film)
Saint Bernard è un film del 2013 diretto da Gabriel Bartalos. 
Il 26 ottobre 2013, ha partecipato all'Horror and Fantasy Film Festival.

## Trama
Nato con un talento musicale fuori dall'ordinario, Bernard diventa un importante direttore d'orchestra grazie agli insegnamenti dello zio. Un giorno, mentre è sul podio, viene colpito da vivide allucinazioni che lo portano a incontrare una serie di misteriosi e grotteschi personaggi: la testa di un cane di San Bernardo (che raccoglie e porta con sé), un prete, un poliziotto, una ragazza di nome Miss Roadkill, il guardiano Othello, l'enigmatico Father Time e altri, finché arriva a confrontarsi col fallo gigante dello zio.